# NASDAQ-100 Open 2002
Der NASDAQ-100 Open 2002 waren ein Tennisturnier der WTA Tour 2002 für Damen und ein Tennisturnier der ATP Tour 2002 für Herren, welche zeitgleich vom 18. bis 31. März 2002 in Key Biscayne bei Miami stattfanden.

## Herrenturnier
→ Hauptartikel: NASDAQ-100 Open 2002/Herren

## Damenturnier
→ Hauptartikel: NASDAQ-100 Open 2002/Damen